# Uziel
Uziel, na Bíblia, é um dos quatro filhos de Coate, filho de Levi. O nome Uziel significa força de Deus.

## Ancestrais
Levi, o terceiro filho de Jacó e Lia, teve três filhos homens, Gersom, Coate e Merari.
Coate teve quatro filhos homens, Anrão, Izar, Hebrom e Uziel. Anrão foi o pai de Aarão, Moisés  e Miriã.

## Filhos
Uziel teve três filhos, Misael, Elzafã e Sitri, ou, pelo livro de Crônicas, dois filhos, o mais velho, Mica e o segundo, Issias. Os filhos de Uziel, Misael e Elzafá, foram chamados por Moisés para levar, para fora do arraial, os cadáveres de Nadabe e Abiú, depois que estes foram queimados com fogo vindo de Jeová; Moisés incumbiu-os desta tarefa porque Uziel era tio de Aarão, portanto eles eram irmãos dos falecidos.